# Paul Burg

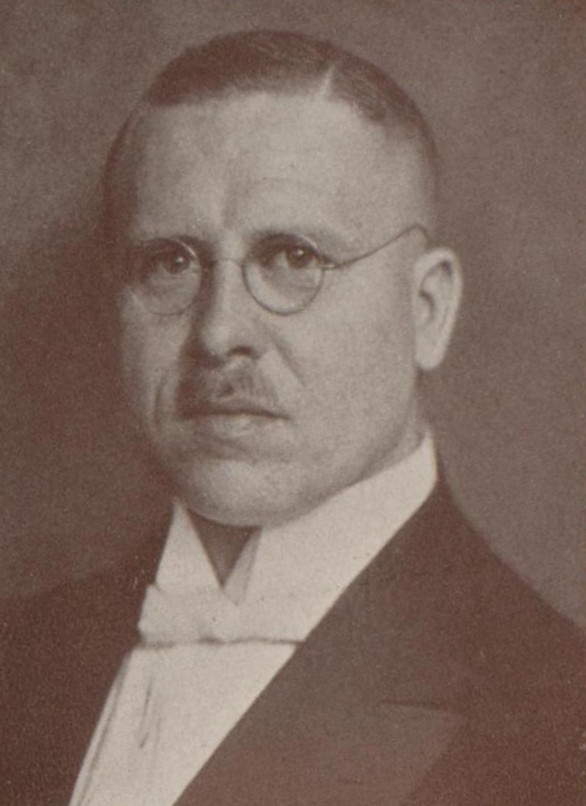
Paul Burg

Paul Burg, eigentlich Paul Schaumburg, (* 12. Dezember 1884 in Hedersleben; † 12. Dezember 1948 in Wedderstedt) war ein deutscher Journalist und Schriftsteller. 

## Leben
1923 vollendete er den von Paul Schreckenbach begonnenen Roman Die Mühlhäuser Schwarmgeister – Ein Roman aus den Nottagen der alten freien Reichsstadt, 1924.
Viele seiner Werke erschienen im Max Koch Verlag. Paul Burg gilt als einer der bekanntesten Autoren dieses Verlags, der die ‚Schöne Literatur‘ mit Autoren wie Artur Brausewetter, Walter von Molo und Alexander von Gleichen-Rußwurm pflegte.

## Werke
- Leben und Lieben des Herzogs Carl August von Weimar (Weimar, Pansenverlag, wohl 1928)
- Das Lied von der Eisenbahn (Leipzig, Paul List, wohl 1910)
- Die Wetterstädter. Ein Vierteljahrtausend deutschen Bauernstamms. 1912
- Alles um Frieden ! (Xenien Verlag, 1915, 2. Auflage)
- Die Sendungen der Gräfin Maria Barbara. Ein Roman aus der deutschen Vergangenheit. 1916
- Der goldene Schlüssel. Ein Roman von den Zeiten und Menschen der Leipziger Messen. 1917
- Die schöne Gräfin Marie Aurora von Königsmarck. Ein bewegtes Frauenleben um die Wende des 17. Jahrhunderts aus den Briefen, Akten, Urkunden und glaubwürdigen Überlieferungen dargestellt. 1920
- Der Wegbereiter und die Liebe. Roman. 1920
- Der Held von Canossa. Roman des deutschen Kaisers Heinrich IV. 1920
- Zwei Eisen im Feuer. Roman. 1921
- Der eiserne Yorck. Ein Roman von deutscher Erhebung aus tiefster Not. 1922
- Des galanten Grafen Königsmarck letzte Liebes-Abenteuer. Ein Rokoko-Roman mit Original-Liebesbriefen und nach einigen Motiven des Schweden Wilh. Fr. Palmblad. 1922
- Alles um Liebe. Meine Christel. Goethes Ehe-Roman in vier Büchern. 1922–1924
- Der Löwe aus Mitternacht. Ein Roman aus dem 17. Jahrhundert. 1925
- Der Mollwitzer Schimmel. Roman aus der deutschen Vergangenheit. 1925
- Der republikanische König. Aufstieg aus Not und Enge. 1926
- Das tausendjährige Reich. Ein Harzroman, Leipzig/Wernigerode 1928
- Goethe und die Kaiserin Ludovika. Roman. 1928
- Die Brühlsche Terrasse. Roman von drei Königen und einem Grafen auf dem Balkon von Europa. 1928
- Der Leibarzt ihrer Majestät. Roman. 1930
- Oberammergau. 1630-1930. Roman vom ewiglebenden Glaubenswunder eines Dorfes. 1930
- Vater seines Volkes. Aufstieg aus Not und Enge. 1930
- Sturm und Drang. Ein Roman in zwei Büchern. 1931
- Yorck. Der Weg in die Freiheit. Lebensroman eines Freiheitshelden. 1931
- Schiller. Durch Not zur Freiheit. Lebensroman unseres Volksdichters. 1931
- Fridericus. Seines Staates erster Diener. Lebensroman unseres Volkskönigs. 1932
- Volk in Flammen. Die Geschichte des Patrioten Henrik Steffens. 1933
- Gneisenau. Lebensroman eines Soldaten. 1934
- Bravo, Herr Feldmarschall! Ein Blücher-Roman. 1935
- Jahn. Lebensroman eines aufrechten Mannes. 1936